# Charles Lindbergh
Charles Augustus Lindbergh (Detroit, Michigan, 1902. február 4. – Kipahulu, Maui, 1974. augusztus 26.) amerikai pilóta, író, feltaláló, felfedező és környezetvédelmi aktivista, a légierőtől dandártábornokként vonult nyugállományba. Elsőként repülte át egyedül, navigátor nélkül az Atlanti-óceánt.

## Élete
Svéd bevándorlók leszármazottjaként, Amerikában született. Apja ügyvéd volt, aki kongresszusi képviselőként ellenezte országa belépését a második világháborúba, anyja kémiatanárnő volt. A Wisconsin–Madison Egyetem mérnöki szakának elvégzése után az amerikai légierőbe lépve, eleinte postafutár-szolgálatot látott el.

### Az Atlanti-óceán átrepülése

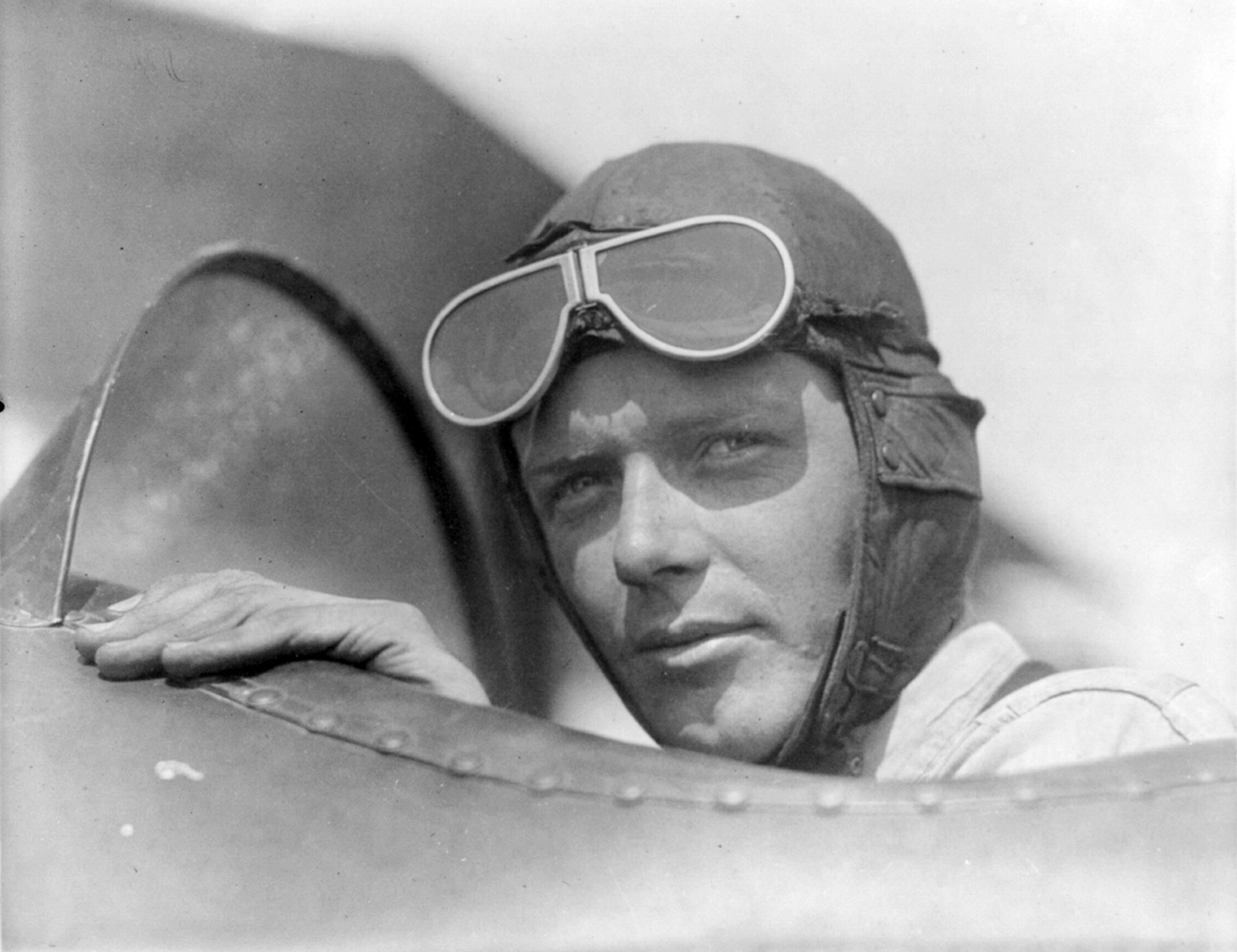
Lindbergh a repülőgépén

25 évesen elsőként repülte át az Atlanti-óceánt, másodpilóta vagy navigátor segítsége nélkül. 1927. május 20-án New Yorkból Spirit of Saint Louis nevű, Ryan NYP típusú repülőgépével 33 és fél óra alatt átrepülte az Atlanti-óceánt. 5810 kilométer megtétele után május 21-én szállt le a párizsi Le Bourget repülőtérre. A hírnév és a dicsőség Amerika egyik leghíresebb emberévé tette. A Time magazin az év embere újonnan alapított címét is elnyerte, máig legfiatalabb férfiként.

### Magánélete
1929-ben feleségül vette Anne Morrow-t. Összesen hét gyermekük született, köztük Reeve Lindbergh, a későbbi írónó.
Nagy nemzetközi visszhangja volt, amikor 1932. május 1-jén elsőszülött kisfiát ötvenezer amerikai dolláros váltságdíj követelésével elrabolták, és bár a pénzt átadták, a húszhónapos gyermek 12-én mégis csak holtan került elő. A gyilkost később villamosszékben kivégezték, ám bűntársai kilétére nem derült fény. Ez volt a világon az első ekkora publicitást kapó emberrablás.
Lindbergh a háború után is sokat utazott, minek folytán egy müncheni nővel fenntartott kapcsolatából – állítólag – további három gyermeke született. Erre azonban csak a német asszony 1999-es halálát követően derülhetett fény.
Halálát Hodgkin-kór okozta, hetvenkét éves korában.

## Politikai szereplése
A háború előtti években, az amerikaiak megbízásából többször is járt Németországban, ahol Adolf Hitler és Hermann Göring is fogadta, és kitüntetést is kapott. Elismerően nyilatkozott a német légierő csúcstechnikát képviselő harci repülőgépeiről, volt amit ki is próbálhatott. Izolacionista nézete volt, szerinte az Amerikai Egyesült Államoknak távol kell tartania magát az európai konfliktustól. Az eugenika egyik fő szószólója volt, többször antiszemita kijelentéseket is tett: szerinte a zsidók felelősek a világháborúk kirobbantásáért, és megpróbálják az USA-t most is belehajszolni a háborúba. Mindez sokakban megütközést keltett. Voltak olyan kijelentései is, hogy Anglia „háborús agitátor”, Európában a korábbi angol és francia dominancia helyett Németország lesz a meghatározó nemzet, és az Egyesült Államoknak a Szovjetunió helyett velük kellene szövetséget kötnie.
A Pearl Harbor elleni japán támadás után belépett hazája légierejébe, bár ezt épp nézetei miatt maga Roosevelt elnök próbálta megakadályozni. Rendfokozat nélküli közlegényként szolgált. 1954-ben, rehabilitálása után Dwight D. Eisenhower tartalékos dandártábornokká nevezte ki. Republikánus hívei között államelnök-jelöltként is szóba került a neve az 1940-es elnökválasztáson.
A második világháború után látogatást tett a felszabadított koncentrációs táborokban. Önéletrajzában írja, hogy az ott látottak „haraggal és undorral” töltötték el.

## Könyve magyarul
- Charles A. Lindbergh: Hogyan repültem át az óceánt?; Általános Ny., Bp., 1927

## Kitüntetései
- A francia Becsületrend lovagja
- Medal of Honor
- Distinguished Flying Cross
- Pulitzer-díj (USA)
- Daniel Guggenheim Medal
- Air Force Cross
- Kongresszusi Aranyérem
- Honorary Scout (Tiszteletbeli Cserkész)
- Amerikai Hadjárati Érdemérem
- Asiatic-Pacific Campaign Medal
- II. Világháborús Győzelmi Érdemérem
- Hubbard Medal (1909)
- Medalla Plus Ultra (1927)
- Grande Médaille d'Or des Explorations (1927)
- Langley Gold Medal (1927)
- Orteig Prize (1927. június 16.)
- Sas-rend, Harmadik Birodalom (1937. október 19.)

## Emlékezete

### Pozitív színben
- National Aviation Hall of Fame
- Aviation Hall of Fame and Museum (New Jersey)

### Negatív színben
- Philip Roth: Összeesküvés Amerika ellen (The Plot Against America) regény, 2004
- és a belőle készült David Simon HBO-s tévéfilmsorozata, 2020